# Tỉnh (Papua New Guinea)

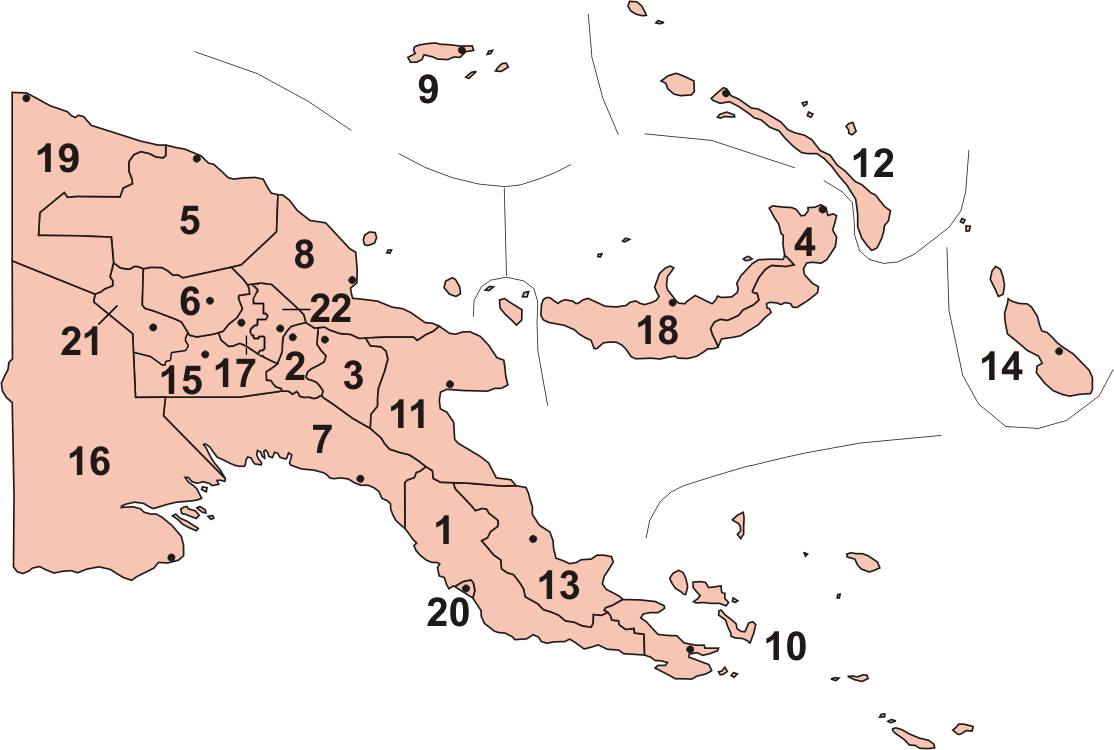
Các tỉnh của Papua New Guinea.

Các tỉnh của Papua New Guinea là các đơn vị hành chính cấp một của quốc gia này. Các chính quyền cấp tỉnh là một nhánh của chính quyền Trung ương Papua New Guinea. Quốc gia này có 22 đơn vị cấp tỉnh: 20 tỉnh, một khu tự trị (Bougainville) và thủ đô Port Moresby.
Nghị viện Papua New Guinea vào năm 2009 đã phê chuẩn việc thành lập thêm hai tỉnh vào năm 2012: Hela, bao gồm các phần của tỉnh Cao Nguyên Phía Nam, và Jiwaka, được tạo thành từ việc phân chia tỉnh Cao nguyên Phía Tây. Hai tỉnh chính thức hình thành vào ngày 17 tháng 5 năm 2012.
Trên phạm vi rộng hơn, Papua New Guinea được chia thành bốn vùng. Các nhóm khu vực này là khá quan trọng trong cuộc sống hàng ngày, vì nó là cơ sở cho các tổ chức hoạt động của chính phủ, các công ty, thi dấu thể thao, và mục đích chính trị.

## Danh sách các tỉnh
| # (trong hình) | Tỉnh                    | Tỉnh lị      | Diện tích (km²) | Dân số  | Mật độ (người/km²) | Vùng             |
| -------------- | ----------------------- | ------------ | --------------- | ------- | ------------------ | ---------------- |
| 1              | Tỉnh Trung ương         | Port Moresby | 29.500          | 183.153 | 6,21               | Vùng Papua       |
| 2              | Simbu (Chimbu)          | Kundiawa     | 6.100           | 258.776 | 42,42              | Vùng Cao Nguyên  |
| 3              | Cao Nguyên Phía Đông    | Goroka       | 11.200          | 429.480 | 38,35              | Vùng Cao Nguyên  |
| 4              | Đông New Britain        | Kokopo       | 15.500          | 220.035 | 14,20              | Vùng Quần Đảo    |
| 5              | Đông Sepik              | Wewak        | 42.800          | 341.583 | 7,98               | Vùng Momase      |
| 6              | Enga                    | Wabag        | 12.800          | 289.299 | 22,60              | Vùng Cao Nguyên  |
| 7              | Tỉnh Vịnh               | Kerema       | 34.500          | 105.050 | 3,04               | Vùng Papua       |
| 8              | Madang                  | Madang       | 29.000          | 362.085 | 12,49              | Vùng Momase      |
| 9              | Manus                   | Lorengau     | 2.100           | 43.589  | 20,76              | Vùng Quần Đảo    |
| 10             | Vịnh Milne              | Alotau       | 14.000          | 209.054 | 14,93              | Vùng Papua       |
| 11             | Morobe                  | Lae          | 34.500          | 536.917 | 15,56              | Vùng Momase      |
| 12             | New Ireland             | Kavieng      | 9.600           | 118.148 | 12,31              | Vùng Quần Đảo    |
| 13             | Oro                     | Popondetta   | 22.800          | 132.714 | 5,82               | Vùng Papua       |
| 14             | Khu tự trị Bougainville | Arawa        | 9.300           | 175.053 | 15,18              | Vùng Quần Đảo    |
| 15             | Cao Nguyên Phía Nam     | Mendi        | 15.100          | 360.318 | 23,86              | Vùng Cao Nguyên  |
| 16             | Tỉnh Tây                | Daru         | 99.300          | 152.067 | 1,53               | Vùng Papua       |
| 17             | Cao Nguyên Phía Tây     | Mount Hagen  | 4.300           | 254.227 | 59,12              | Vùng Cao Nguyên  |
| 18             | Tây New Britain         | Kimbe        | 21.000          | 184.838 | 8,80               | Vùng Quần Đảo    |
| 19             | Sandaun (West Sepik)    | Vanimo       | 36.300          | 185.790 | 5,12               | Momase Region    |
| 20             | Quận Thủ đô             | Port Moresby | 240             | 252.469 | 1051,95            | Vùng Papua       |
| 21             | Hela                    | Tari         | 10.500          | 185.947 | 17,71              | Vùng Cao Nguyên  |
| 22             | Jiwaka                  | Minj         | 4.800           | 185.641 | 38,68              | Highlands Region |